# Sophia Frederica de Mecklenburg-Schwerin
Sophia Frederica de Mecklenburg-Schwerin (24 august 1758 – 29 noiembrie 1794) a fost prințesă și ducesă de Mecklenburg-Schwerin prin naștere și prințesă a Danemarcei prin căsătorie.

## Biografie

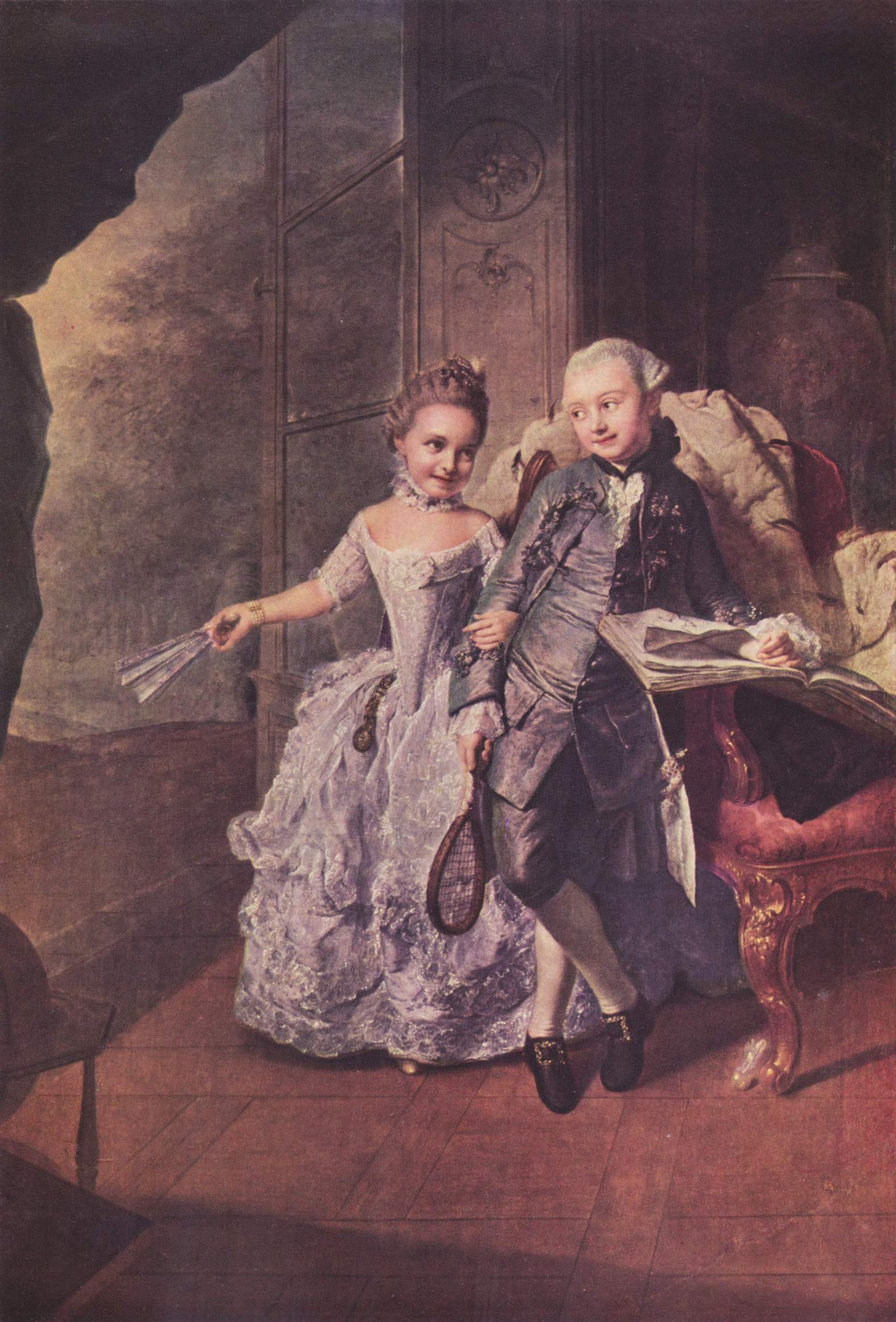
Ducesa Sophia Frederica și fratele ei, Frederic, 1764, Georg David Matthieu

Sophie Friederike von Mecklenburg-Schwerin a fost singura fiică a Ducelui Louis de Mecklenburg-Schwerin și a soției acestuia, Charlotte Sophie de Saxa-Coburg-Saalfeld. S-a născut la Schwerin. Singurul ei frate a fost Frederic, care era cu doi ani mai mare.

### Căsătorie
La 21 octombrie 1774 la Copenhaga, s-a căsătorit cu Prințul Frederic al Danemarcei și Norvegiei, fiul regelui Frederic al V-lea al Danemarcei și a celei de-a doua soții, Juliane Marie de Brunswick-Wolfenbüttel, care a fost regentă a Danemarcei în perioada 1772-1784. Sophia avea 16 ani când s-a căsătorit.
Sophia Frederica, cunoscută în Danemarca drept Sofie Frederikke af Mecklenburg-Schwerin, a fost descrisă ca fiind drăguță, cu șarm și inteligentă. La sosirea în noua ei țară adoptivă a avut o perioadă grea de adaptare la noul ei mediu, mai rigid, dar a devenit destul de populară. Se spune că a fost dezamăgită când l-a cunoscut pe soțul ei pentru prima dată, dar au ajuns să fie pasionați unul de celălalt, deși se presupune că amândoi au avut iubiți.

Soțul ei a avut-o ca amantă pe doamna ei de onoare, Caja Hviid, în timp ce există zvonuri că tatăl copiilor Sophiei Frederica a fost aghiotantul soțului ei, Frederik von Blücher.
Se spune că armonia căsătoriei lor s-a bazat pe înțelegere reciprocă. Prietenia armonioasă dintre soți a creat o teamă că influența Sophiei Frederica asupra soțul ei ar duce la o interferență în politică.
A murit la Palatul Sorgenfri la vârsta de 36 de ani.

## Copii
Sophia Frederica și Prințul Frederic au avut următorii copii: 
- Prințesa Juliana Marie (Palatul Christiansborg, 2 mai 1784 – Copenhaga, 28 octombrie 1784)
- Prințul Ereditar Christian Frederick (1786–1848), 1814-1814 rege al Norvegiei și mai târziu, 1839–48 rege al Danemarcei (Christian VIII)
- Prințesa Juliane Sophie al Danemarcei (Copenhaga, 18 februarie 1788 – Copenhaga, 9 mai 1850), căsătorită la Frederiksborg la 22 august 1812 cu Wilhelm de Hesse-Philippsthal-Barchfeld (10 august 1786 – 30 noiembrie 1834); au avut copii.
- Prințesa Louise Charlotte (1789–1864), căsătorită cu Wilhelm de Hesse-Cassel
- Prințul Ereditar Frederic Ferdinand (1792–1863), fără copii